# Suzuki DR 600
Suzuki DR 600 je motocykl firmy Suzuki kategorie enduro, vyráběný v letech 1984-1989.
Je vybaven čtyřdobým vzduchem chlazeným jednoválcem o objemu 600 cm³. Jeho silným konkurentem se stala Honda NX-650 Dominator a v roce 1990 byl proto nahrazen modernějším modelem Suzuki DR 650 se zvýšeným zdvihovým objemem motoru, elektrickým startérem a přepracovaným podvozkem.

## Technické parametry
- Rám: trubkový
- Pohotovostní hmotnost: 166 kg
- Maximální rychlost: 150 km/h